# ژان فرانسوا ساراسن
ژان فرانسوا ساراسن (به فرانسوی: Jean-François Sarrasin) نویسنده قرن هفدهم میلادی اهل فرانسه است.